# Marija Hrinčenko
Marija Mykolajivna Hrinčenko, ukrajinsky: Марія Миколаївна Грінченко (1. června 1863 Bohoduchiv – 15. července 1928 Kyjev) byla ukrajinská spisovatelka, překladatelka, filoložka a folkloristka působící na přelomu 19. a 20. století. Sehrála významnou roli v zachování a rozvoji ukrajinského folklóru. Čtyřdílný slovník ukrajinského jazyka, který sestavila se svým manželem Borysem Hrinčenkem, je považován za „jedno z nejdůležitějších děl v historii moderního ukrajinského jazyka.“

## Život
Narodila se v Bohoduchivu v rodině nižšího úředníka. Rodina ji poskytla dobré vzdělání; studovala historii, literaturu a několik cizích jazyků. V roce 1884 se provdala za Boryse Hrinčenka, který se spolu se svým otcem zasloužil o založení Charkovské univerzity. V letech 1908 až 1910 přišla o jedinou dceru, vnuka a manžela.
Byla členkou Charkovské akademie.

## Dílo
Za svůj život shromáždila a vydala více než 100 ukrajinských lidových pohádek a přes 1200 lidových přísloví. Aktivně pomáhala Borysovi Hrinčenkovi při sestavování „Slovníku ukrajinského jazyka“.
Po založení Ukrajinské akademie věd (1918) pracovala v komisi Slovníku ukrajinského živého jazyka, podílela se na přetisku, opravě a přidání „Slovníku ukrajinského jazyka“ (1927–1928) , vytvoření akademického „Rusko-ukrajinského slovníku“ (sv. 1–3, 1924–33, nedokončeno).
Sestavila učebnice Рідне слово (Rodné slovo), Українська читанка (Ukrajinská čítanka),v roce 1912 spolu s B. Hrinčenkem a Наша рідна мова (Náš rodný jazyk), v roce 1918.